# Стјепан Фунарић
Стјепан Фунарић — Јота (Слободница, код Сл. Брода, 7. април 1921 — Сопот, 26. август 1979) био је учесник Народноослободилачке борбе, правник, друштвено-политички радник СФР Југославије и народни херој Југославије.

## Биографија
Рођен је 7. априла 1921. године у Слободници, код Славонског Брода, у радничкој породици. Основну школу завршио је у родном селу, а гимназију у Славонском Броду, 1940. године. У гимназији се повезао са марксистички оријентисаним ђацима. Члан Савеза комунистичке омладине Југославије (СКОЈ) постао је школске године 1935/'36. У Фунарићевој кући тада је била смештена техника Окружног комитета КПХ Славонски Брод. По завршетку гимназије 1940. примљен је у Комунистичку партију Југославије (КПЈ), а на јесен 1940. уписао се на Правни факултет у Загребу.
Пред рат, Фунарић је остао активан у партијском раду у околини Славонског Брода, а посебно у техници Окружног комитета. Учествовао је на Окружној партијској конференцији за Славонски Брод, одржаној 22. јуна 1941. године недалеко од Брода, којој је присуствовао и секретар Централног комитета КПХ, Раде Кончар, а који је дао директиве за даље јачање партијске организације. У извршењу таквих директива, Фунарић је учествовао у првим диверзантским акцијама код Брода, у минирању железничке пруге Загреб–Београд, те нападима на усташке функционере и жандаре у Слободници и Сибињу. Ове акције вршила је тзв. Западна диверзантска група Славонскобродског одреда, формирана у шуми Церовац 5. јуна 1941. године.
Фунарић је једно време до краја 1941. боравио на подручју Ђакова са задатком обнављања рада скојевских организација, стварања народноослободилачких одбора и њиховом повезивању са партизанима и са ОК у Броду. У марту 1942. године, постао је заменик политичког комесара, а у лето исте године и политички комесар Другог славонског одреда. После формирања Прве славонске бригаде, постављен је за секретара Бригадног комитета СКОЈ-а. Са те дужности отишао је децембра 1942. године на Први конгрес Уједињеног савеза антифашистичке омладине Југославије (УСАОЈ) у Бихаћ, где је био представник омладине из Славоније. Тамо је био изабран у Централни одбор УСАОЈ-а.
Након Четврте непријатељске офанзиве и повратка у Славонију у марту 1943. године, Фунарић је неко време водио партијске курсеве на Папуку и Диљ гори. Ускоро је постао руководилац Политодела Осамнаесте славонске бригаде, а од јесени 1943. заменик политичког комесара 25. бродске бригаде. Септембра 1944. отишао је на рад у Политички одел 28. ударне дивизије, дужност на којој је остао све до краја рата.
После рата, био је на разним војним, партијским и другим дужностима. Најпре је био распоређен на рад у Одељење за заштиту народа (ОЗН) за Југославију. Као припадник Озне, тешко је рањен 1. маја 1945. у обрачуну са једном од заосталих четничких група, приликом чега је смртно погођен Ђуро Бошковић. Затим је до 1956. године службовао у служби безбедности у Југословенској народној армији (ЈНА). Демобилисан је у чину пуковника ЈНА. Од 1956. до 1961. године био је на раду у Централном комитету СКЈ. Доцније је био секретар Савезног одбора СУБНОР-а Југославије, савезни народни посланик у Савезној скупштини СФРЈ за Славонски Брод, од 1967. генерални секретар Савезне скупштине, а затим делегат и председник Комисије за избор и именовања у Скупштини СФРЈ.
Преминуо је 26. августа 1979. године, у Сопоту. Сахрањен је у Алеји заслужних грађана на Новом гробљу у Београду, али су по жељи Фунарићеве породице, његови посмртни остаци пренесени из Алеје.
Носилац је Партизанске споменице 1941. и више југословенских одликовања, међу којима су — Орден заслуга за народ са златном звездом, Орден братства и јединства са златним венцем, Орден за војне заслуге са великом звездом, Орден за храброст и два Ордена партизанске звезде са пушкама. Орденом народног хероја одликован је 27. новембра 1953. године.